# 杜庆华
杜庆华（1919年4月14日—2006年11月5日），浙江杭州人，机械工程学专家，97年入选中国工程院院士，是中国应用力学基础教育先驱人物，为中国力学专业的建立作出重大贡献。其父是北洋政府的铁路专家。

## 生平
杜庆华1940年毕业于交通大学机械系航空组，后赴美深造，获哈佛大学航空工程硕士，斯坦福大学机械工程硕士、工程力学博士学位。回国后，先后在北京大学、清华大学、上海交大等校任教，主持编写有《材料力学》、《弹性理论》、《边界元法》等多部著作。

## 家庭
其女杜宪为20世纪80年代中央电视台著名《新闻联播》播音员，女婿陈道明为著名影视演员。